# Néhou
 Néhou  ist eine französische Gemeinde mit 608 Einwohnern (Stand 1. Januar 2022) im Département Manche in der Region Normandie. Sie gehört zum Arrondissement Cherbourg und zum Kanton Bricquebec-en-Cotentin.
Nachbargemeinden von Néhou sind Magneville im Norden, Golleville im Osten, Sainte-Colombe im Südosten, Saint-Sauveur-le-Vicomte im Süden, Saint-Jacques-de-Néhou im Westen und Bricquebec im Nordwesten.

## Bevölkerungsentwicklung
| Jahr      | 1962 | 1968 | 1975 | 1982 | 1990 | 1999 | 2007 | 2018 |
| Einwohner | 590  | 544  | 461  | 445  | 443  | 440  | 522  | 620  |

## Sehenswürdigkeiten
- Feldlager des Generals George Patton
- Kirche Saint-Georges
- Schloss La Grimonière (18. Jahrhundert)
- Schlosskapelle mit Skulpturen aus dem 15. Jahrhundert, Monument historique

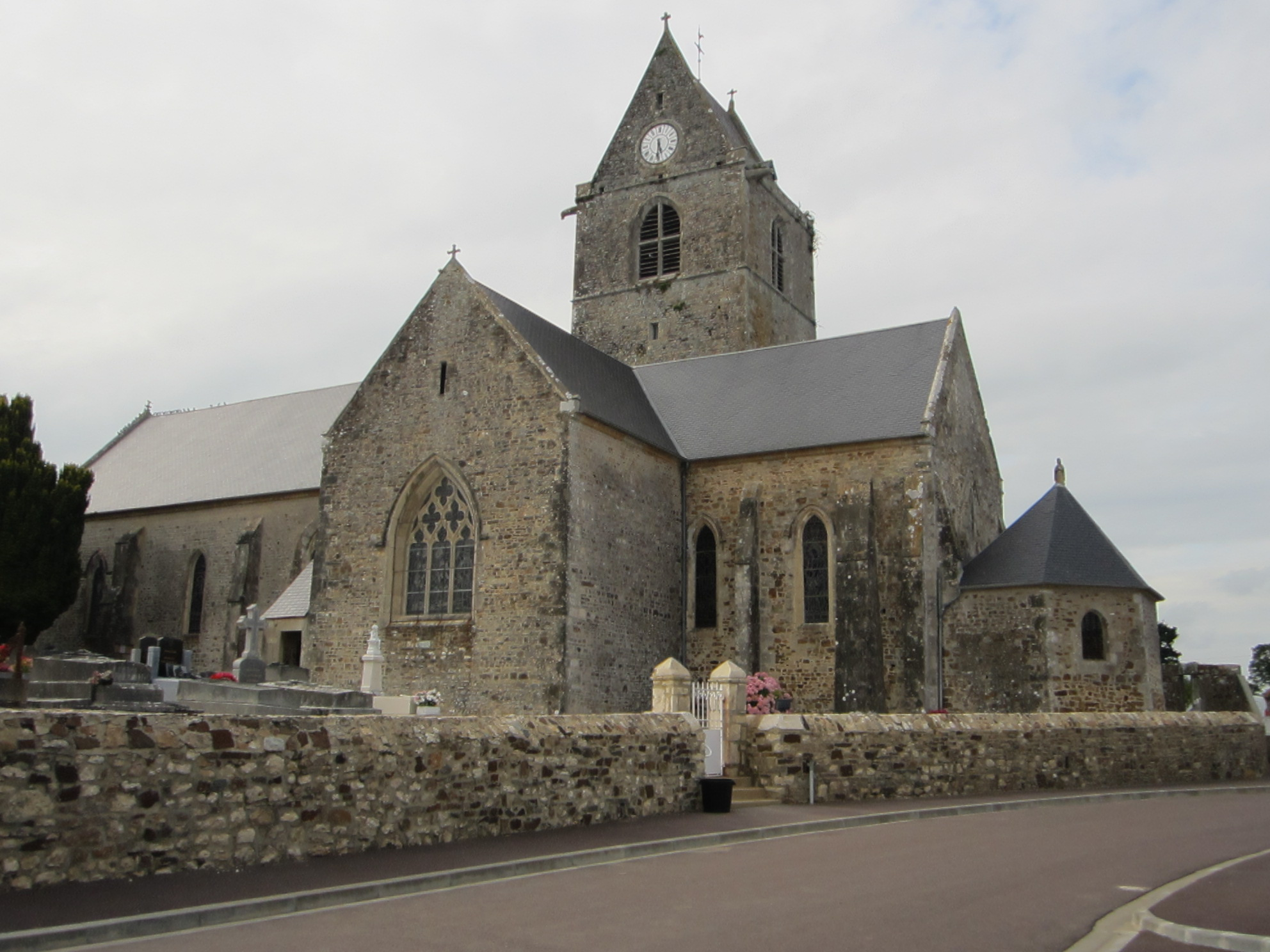
Kirche Saint-Georges

- Schloss La Sillotte

## Persönlichkeiten
- Eugène Lanti (1879–1947), Esperantist und Mitbegründer des linksgerichteten Esperanto-Verbandes Sennacieca Asocio Tutmonda (SAT)